# 野林康輔
台中二中-野林康輔社
|-
!colspan=2|社團概要 
|-
|設立時間||1997年6月10日（民國86年）
|-
|設立地點||台中臺中市立臺中第二高級中等學校
|-
|創設人||吳明芳
|-
|歷屆幹部數||176人(0~22屆)
|-

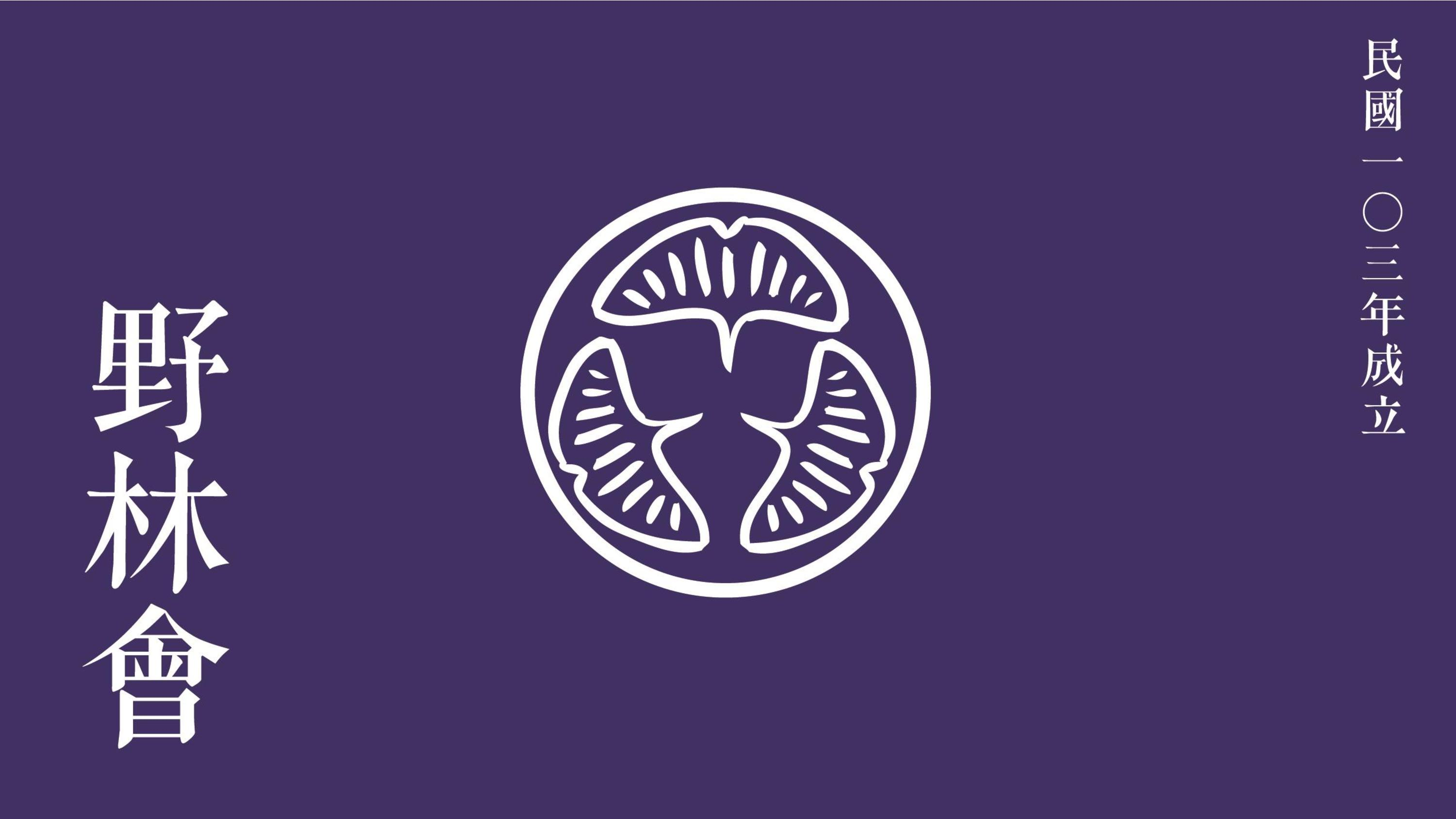
由野林康輔社歷屆幹部組成野林會的會旗

野林康輔，或稱野林康輔社，臺中市立臺中第二高級中等學校學生社團。於2016年至2017年舉辦二十年有成紀念活動，在2016年7月2日，號召歷屆幹部持聖火環繞台中100公里；並於2017年4月2日，擴大舉辦0至19屆聯合成果發表社慶；此兩項週年活動引起媒體、廣播電台、教育部電子報報導。目前社團持續經營傳承；而畢業幹部事務，由部份畢業幹部成立野林會 （页面存档备份，存于）經營中。

## 成立
於1997年6月10日由零期社長吳明芳號召成立，成立目的是希望透過聯誼、團康、戲劇、舞蹈等多元的活動，增加人群間的互動。讓擔任社團幹部的高中學生不是只有讀書，而是有機會學習如何籌畫活動、舞台表演、人群互動與溝通、美工製作等各種課本以外的知能，打開視野，成就未來更多無限可能。
野林的命名，由零期幹部討論決議，以荒野中的森林為題，象徵在課業壓力中的一塊淨土。社徽為銀杏葉，象徵堅韌與沈著。

## 話題與影響

### 環繞台中100公里路跑活動
2016年7月2日，臺中二中野林康輔畢業校友，慶祝社團邁入第20年，號召歷屆社團幹部，清晨5點從臺中二中出發，以路跑傳遞聖火的方式，環繞臺中市區；歷經15小時，由二中出發，沿途經過臺灣大道、龍井、梧棲、屯區、神岡、豐原、潭子、再沿著中清路回到二中，於7月炎夏完成總距離100公里接力路跑，一共53棒次，共70餘人參與本次活動。
因畢業社友號召不易，活動意義難得，活動當日引起聯合報、廣播教育電台報導，此外，教育部也於活動後與活動發起人接洽，並將活動內容於2016年7月24日刊登於教育部電子期刊。

### 0~19屆幹部聯合成果發表
2017年4月2日，再次舉辦20年慶生活動，聯合0至19屆歷屆幹部，共同舉辦二十年有成大型社慶成果發表會，活動主題「野林20」；由畢業幹部策畫，歷經半年號召準備，當日現場共計97名畢業歷屆幹部到場，其中一支貫穿整場的戲劇，重現過去19年各屆社慶主題，並達到跨越20屆幹部，共50位演員共同演出。在台灣高中活動性社團史上創下難得一見傳承表現。
該活動宣傳片在未有任何付費宣傳下達到2.5萬觀看次數，並分別於教育廣播電台、台中警廣播出專題採訪。